# Mistrzostwa Polski w Skokach Narciarskich 1948
23. Mistrzostwa Polski w Skokach Narciarskich – zawody o mistrzostwo Polski w skokach narciarskich, które odbyły się 22 lutego 1948 roku na skoczni Orlinek w Karpaczu.
W konkursie skoków narciarskich zwyciężył Stanisław Marusarz, srebrny medal zdobył Jan Kula, a brązowy - Mieczysław Gąsienica Samek.

## Wyniki konkursu
| Miejsce | Zawodnik                   | Klub              | Skok 1 | Skok 2 | Punkty |
| ------- | -------------------------- | ----------------- | ------ | ------ | ------ |
| 1.      | Stanisław Marusarz         | SNPTT Zakopane    | 46,0   | 50,0   | 210,7  |
| 2.      | Jan Kula                   | SNPTT Zakopane    | 45,5   | 48,5   | 209,5  |
| 3.      | Mieczysław Gąsienica Samek | TS Wisła Zakopane | 44,0   | 47,0   | 198,7  |
| 4.      | Kazimierz Hoły             | TS Wisła Zakopane | 44,0   | 46,0   | 197,3  |
| 5.      | Jan Gąsienica Ciaptak      | SNPTT Zakopane    | 45,5   | 46,0   | 196,5  |
| 6.      | Jerzy Szuber               | TS Wisła Zakopane | 46,0   | 49,0   | 195,7  |
| 7.      | Leopold Tajner             | Watra Cieszyn     | 43,0   | 43,0   | 191,1  |
| 8.      | Antoni Wieczorek           | LZS Szczyrk       | 47,0   | 43,5   | 190,5  |